# Mohamed Elsherbini
Mohamed Elsherbini, né le 15 septembre 1992 à Alexandrie, est un joueur professionnel de squash représentant l'Égypte. Il atteint en septembre 2023 la 15e place mondiale sur le circuit international, son meilleur classement.
C'est le cousin de Nour El Sherbini, multiple championne du monde de squash.

## Biographie
Il commence le squash à l'âge de sept ans, suivant l'exemple d'un copain. Rapidement, il est dans les meilleurs jeunes remportant le championnat d’Égypte des moins de 19 ans. N'ayant pas les moyens de débuter une carrière professionnelle, il privilégie les études et obtient un diplôme en gestion des entreprises et économie à la Grand Canyon University (en) de Phoenix (Arizona). Au printemps 2017, il rejoint le circuit professionnel et remporte en cinq semaines les 4 tournois de la tournée sud-africaine dont trois en sortant des qualifications.
En février 2020, il atteint la finale du Motor City Open s’inclinant face au 7e joueur mondial Diego Elías mais après avoir battu Grégoire Marche, Miguel Ángel Rodríguez et Leo Au, les deux premiers étant top 20.

## Palmarès

### Finales
- Squash on Fire Open 2023
- Motor City Open : 2020